# Gerhard Körner
Gerhard Körner (ur. 20 września 1941 w Zwickau) – niemiecki piłkarz występujący na pozycji pomocnika. Reprezentant NRD. Trener piłkarski.

## Kariera klubowa
Körner jako junior grał w zespołach BSG Wismut Wilkau-Haßlau oraz ASG Vorwärts Marienberg. W 1960 roku został zawodnikiem klubu Vorwärts Berlin. W pierwszej lidze NRD zadebiutował 5 marca 1961 w przegranym 1:2 meczu z Turbine Erfurt. 11 czerwca 1961 w wygranym 3:2 spotkaniu z SC Wismut Karl-Marx-Stadt strzelił pierwszego gola w lidze. Wraz z Vorwärts pięć razy zdobył mistrzostwo NRD (1960, 1962, 1965, 1966, 1969), a także raz Puchar NRD (1970). W 1971 roku klub przeniósł się do Frankfurtu nad Odrą i zmienił nazwę na Vorwärts Frankfurt/Oder. W 1973 roku Körner zakończył tam karierę.

## Kariera reprezentacyjna
W reprezentacji NRD Körner zadebiutował 3 maja 1962 w przegranym 1:2 towarzyskim meczu ze Związkiem Radzieckim. 17 grudnia 1963 w wygranym 5:1 towarzyskim pojedynku z Birmą strzelił pierwszego gola w kadrze. W 1964 roku był członkiem reprezentacji, która zdobyła brązowy medal na letnich igrzyskach olimpijskich.
W latach 1962–1969 w drużynie narodowej rozegrał 33 spotkania i zdobył 4 bramki.